# John Joseph Montgomery

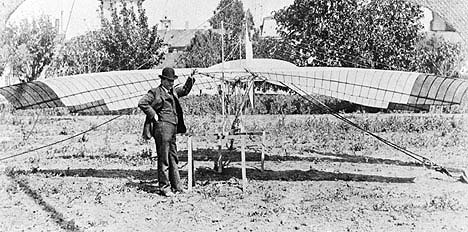
John J. Montgomery e o seu planador (1905)

John Joseph Montgomery (Yuba City, 15 de Fevereiro de 1858 – 31 de Outubro de 1911), foi um engenheiro norte-americano,  pioneiro da aeronáutica, e professor da escola de Santa Clara. 

## Biografia
Em 28 de Agosto de 1883, John Joseph Montgomery realiza o primeiro voo controlado em planador nos EUA, na região de Otay Mesa, em San Diego, na Califórnia. Já anteriormente, na Europa, haviam sido realizados os primeiros voos por George Cayley (1853), e Jean-Marie Le Bris (1856). Mais tarde, em 1905, o piloto de Montgomery, Daniel Maloney, efectuou um série de voos na região de Aptos e Santa Clara, saltando de balões, utilizando as asas do planador. Estes voos demonstraram que o aparelho de Montgomery era controlável. Nesta época, estes foram os voos efectuados à maior altitude, até à data. A patente do seu aeroplano foi registada em 18 de Setembro de 1906, com o código U.S. Patent #831,173.
Montgomery foi membro do aeroclube de Illinois, em 1910, e membro da comissão de pesquisa do Quadro Técnico da Sociedade Aeronáutica de Nova Iorque (Technical Board of the New York Aeronautical Society), em 1911. 

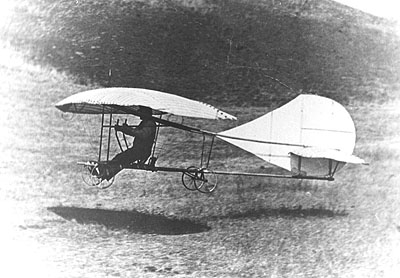
O planador The Evergreen, em 1911

Montgomery morre em 31 de Outubro de 1911, quando o seu planador, The Evergreen, se despenha. Foi sepultado no cemitério Holy Cross, em Colma, na Califórnia, em 3 de Novembro de 1911.
Em 1946, a vida de Montgomery foi retratada no filme Gallant Journey, com os actores Glenn Ford e Janet Blair, e realizado por William Wellman. 

## Reconhecimentos

### Locais
- Memorial - #711: Montgomery Memorial, em Otay Mesa
- Memorial - #813: Montgomery Hill, San José

Escolas com o seu nome:
- John J. Montgomery Elementary School, Chula Vista, California
- John J. Montgomery Elementary School, San José, California
- Montgomery Middle School, San Diego, California
- Montgomery High School, San Diego, California

### Autoestradas
- Autoestrada nº5

### Aviação
- Aeroporto San Diego's Montgomery Field (MYF)
- Esquadrão Civil Air Patrol

O nome de John J. Montgomery entrou para o Quadro de Honra da Aviação Nacional (National Aviation Hall of Fame) dos EUA, em 1964, e para o Quadro de Honra do U.S. Soaring Hall of Fame, em 2002. 
Em 1996, o planador de 1883, foi reconhecido um marco histórico na História Internacional de Engenharia, pela Sociedade Americana de Engenheiros Mecânicos. Em 9 de Março de 2005, J. Montgomery foi o principal homenageado na celebração Centennial Celebration of Soaring Flight, em Aptos, Califórnia, no local de algumas das suas experiências.

## Obras
- Montgomery, John J. Discussions on the Various Papers on Soaring Flight Proceedings of the International Conference on Aerial Navigation, Chicago, Agosto de  1893, pp. 246–249.

- Montgomery, John J. Soaring Flight, manuscript, 1895.

- Montgomery, John J. The Mechanics Involved in a Bird's Wing in Soaring and Their Relation to Aeronautics, Address to the Southern California Academy of Sciences, Los Angeles, 9 de Novembro de 1897.

- Montgomery, John J. The Aeroplane, The Aeroplane Advertising Co., Santa Clara, CA

- Montgomery, John J. New Principles in Aerial Flight, Scientific American, 25 de Novembro de 1905.

- Montgomery, John J. Principles Involved in the Formation of Winged Surfaces and the Phenomenon of Soaring, apresentado no Congresso de Aeronáutica, de Nova Iorque, em 28 e 29 de Outubro de 1907. Publicado em Aeronautics Vol. 3, No. 5, Novembro de 1908.

- Montgomery, John J. Some Early Gliding Experiments in America, Aeronautics, Vol. 4, No. 1, 1909, pp. 47–50.

- Montgomery, John J. Our Tutors in the Art of Flying, Aeronautics, 22 de Setembro de 1915, pp. 99–100 (artigo publicado postumamente).